# Metro w Delhi
Metro w Delhi (दिल्ली मेट्रो, Dillī Meṭro) - system metra obsługujący Delhi oraz Gurugram (Gurgaon) i Noida w Narodowym Regionie Stołecznym. Sieć składa się w sumie z dwunastu linii o łącznej długości 390,14 km: dziewięć linii miejskich, linia ekspresowa (Airport Express) na lotnisko (Indira Gandhi International Airport) oraz dwie linie w regionie stołecznym (Noida - Greater Noida, Rapid Metro Gurugram). Liczy 286 stacji z czego 70 znajduje się pod ziemią. Metro w Delhi jest kombinacją linii podziemnych i naziemnych oraz stosowany jest tu tabor o standardowej i szerokotorowej skrajni. Według raportu Comptroller and Auditor General of India (Report No.11 of 2021 - Performance Audit on Implementation of Phase-III, Delhi Mass Rapid Transit System by DMRC) pomiędzy listopadem 2018 r. a marcem 2020 r. przeciętna dzienna liczba pasażerów wynosiła 2,8 mln.